# Waalsprong
Waalsprong ist ein VINEX-Wohnungsbaugebiet in der niederländischen Gemeinde Nijmegen. Bei dem Namen handelt es sich um eine Umschreibung des Stadtbezirkes Nijmegen-Noord, der die Stadtviertel Lent, Oosterhout und Ressen nördlich der Waal umfasst. Auf einer Fläche von 13,46 km² leben 24.825 Einwohner (Stand: 1. Januar 2024).

## Geschichte
Der Name Nijmegen-Noord tauchte bereits in den 1950er-Jahren auf. Seit Anbeginn des 20. Jahrhunderts wuchs die Bevölkerung Nijmegens rasant an, sodass das Stadtgebiet nach dem Zweiten Weltkrieg nahezu zugebaut wurde. Bürgermeister Charles Hustinx betonte jedoch, dass „man kein Nijmegen-Noord bauen werde, so wie Arnhem ein Arnhem-Zuid entwickelt hat“.
Da die Einwohnerzahl weiter anstieg, dachte man darüber nach, ein neues Wohngebiet im Ooijpolder anzulegen, was wiederum großen Protest bei der Bevölkerung auslöste. Der damalige Minister für Wohnungswesen lehnte diese Idee ab.
Auf der Suche nach einer Alternative schlug Professor Wissink vor, einen „Sprung über die Waal zu machen“ und einen neuen Stadtteil um den Ort Lent, damals noch der Gemeinde Elst angehörig, für 60.000 Einwohner zu bauen, der den Namen Laauwik tragen sollte. Da man zu viel wertvolles Land verlieren würde und der Bau einer zweiten Waalbrücke zu teuer wäre, entschied man sich stattdessen neue Wohnungen in den Stadtteilen Dukenburg und Lindenholt zu errichten.
Ende der 1980er-Jahre war das Stadtgebiet vollkommen zugebaut, weshalb trotz zahlreicher Widersprüche die Gemeinden Valburg (heute Overbetuwe), Bemmel (heute Lingewaard) und Elst in den Jahren 1996 bis 1998 mehrere Hektar Land an Nijmegen abgaben. Die Grundsteinlegung für das Bauvorhaben fand am 19. Januar 1998 statt.
Im Land um Lent herum entsteht eine neue, schnell wachsende VINEX-Anlage. Nach ersten Plänen sollte Nijmegen-Noord aus vier Teilgebieten bestehen: sowohl dem dichtbesiedelten Gebiet um Lent als auch den Orten Oosterhout und Ressen sowie einem Gewerbegebiet in Nähe zur Autobahn A15. Über die Jahre wurden diese Pläne mehrmals angepasst.

## Verkehr

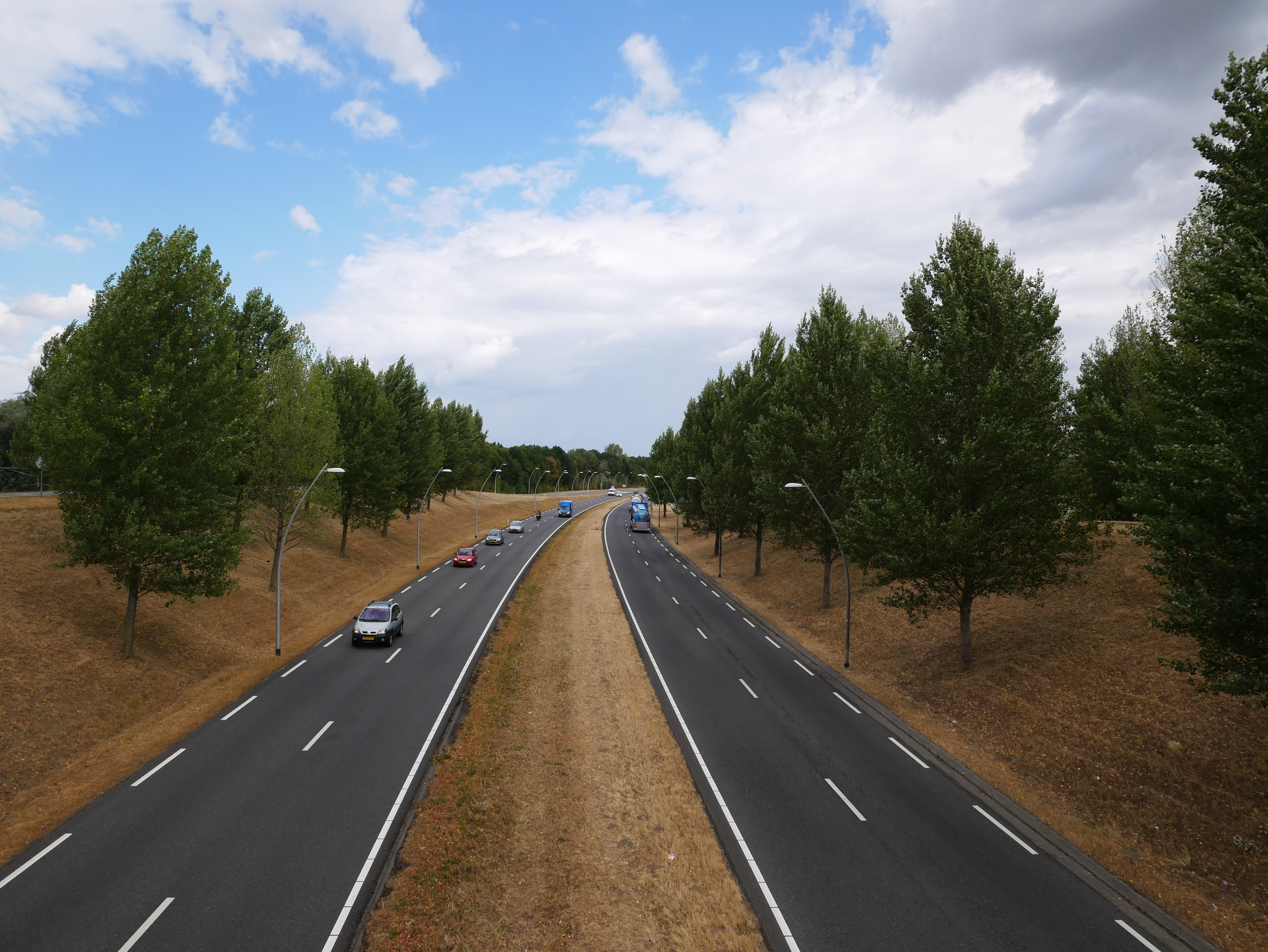
N325 nördlich von Lent

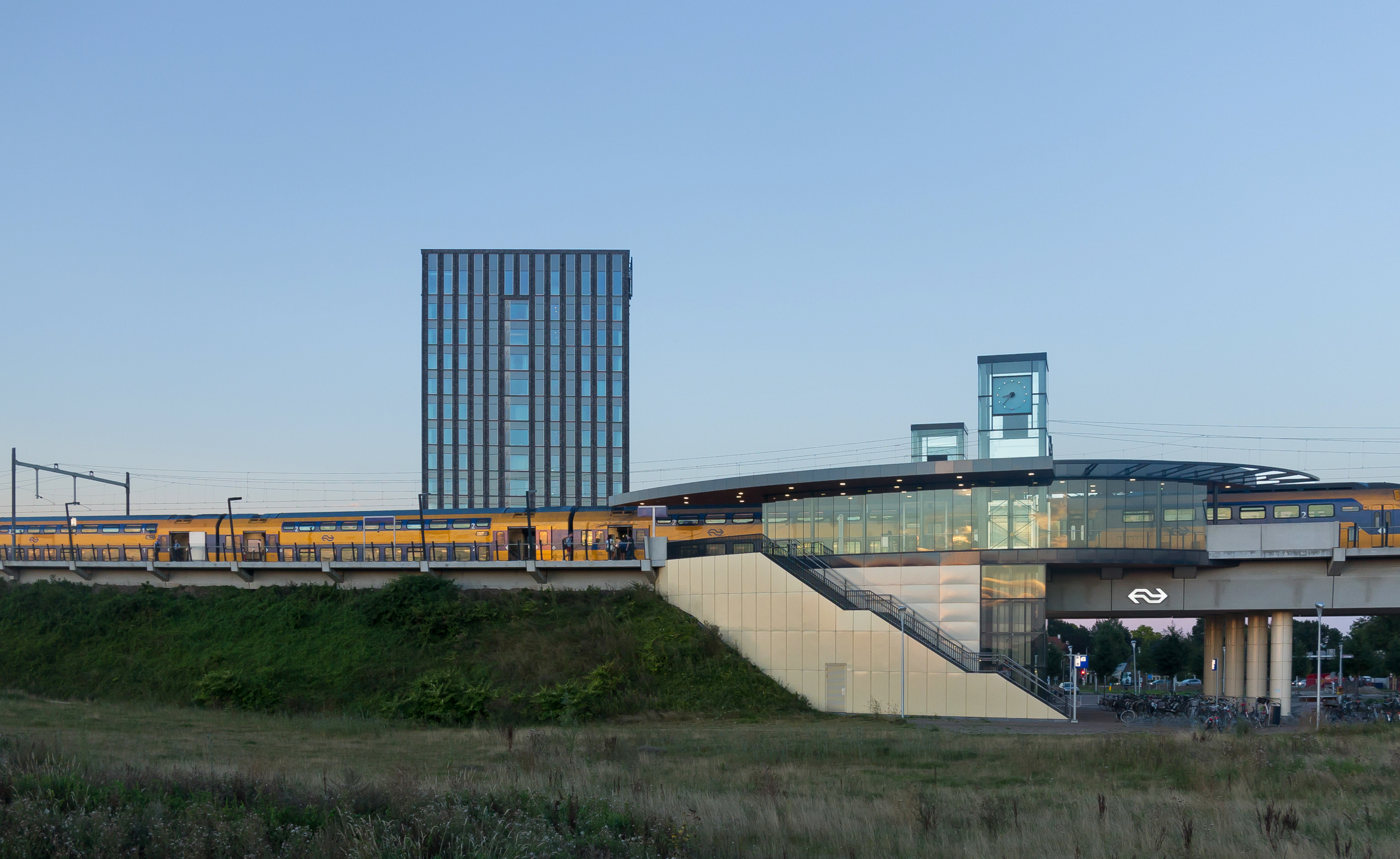
Bahnhof Nijmegen Lent

Im Süden ist Waalsprong über die N325 mit dem Stadtkern verbunden. Neben der Waalbrücke besteht seit 2013 mit De Oversteek eine weitere Anbindung für den Autoverkehr. Nördlich des Wohngebietes verläuft die A15, die zwei Anschlussstellen (Ausfahrt Elst und Knooppunt Ressen) an den Stadtbezirk hat. Im Jahr 2002 wurde ein vorübergehender Bahnhof, Nijmegen Lent, der an der Bahnstrecke Arnhem–Nijmegen liegt und über die Eisenbahnbrücke an das Stadtzentrum angeknüpft wird, eröffnet. Eine endgültige Station wurde im Jahr 2013 in Betrieb genommen.

## Politik

### Politische Gliederung
Der Stadtbezirk Nijmegen-Noord wird in folgende Stadtviertel aufgeteilt:
| Nr. a | Ort            | Einwohner b | Fläche (in km²) | Fläche (in km²) | Fläche (in km²) | Lage                                             |
| Nr. a | Ort            | Einwohner b | Land            | Wasser          | Gesamt          | Lage                                             |
| ----- | -------------- | ----------- | --------------- | --------------- | --------------- | ------------------------------------------------ |
| 50    | Oosterhout     | 6.325       | 2,48            | 0,59            | 3,07            | Lage von Oosterhout in der Gemeinde Nijmegen     |
| 60    | Ressen         | 3.970       | 3,01            | 0,19            | 3,2             | Lage von Ressen in der Gemeinde Nijmegen         |
| 70    | Lent           | 14.530      | 5,42            | 1,77            | 7,19            | Lage von Lent in der Gemeinde Nijmegen           |
| 09    | Nijmegen-Noord | 24.825      | 10,91           | 2,55            | 13,46           | Lage von Nijmegen-Noord in der Gemeinde Nijmegen |

## Demografie
Am 1. Januar 2024 lebten 24.825 Menschen im Stadtbezirk Noord, der einer von neun Bezirken der Gemeinde Nijmegen darstellt. Somit wohnen etwa 13,3 Prozent der Nijmegenaren in Noord.

### Bevölkerungsentwicklung
Die Bevölkerung wächst rasant, was auf den zunehmenden Wohnungsbau zurückzuführen ist, sodass sich die Einwohnerzahl des Bezirkes seit 1999 verfünffachte. Die Entwicklung der Bevölkerungszahl im Detail befindet sich unterhalb:
| Jahr | Einwohner |
| ---- | --------- |
| 1999 | 3.440     |
| 2001 | 4.940     |
| 2003 | 6.280     |
| 2004 | 6.400     |
| 2005 | 6.790     |
| 2006 | 8.380     |
| 2007 | 9.950     |
| 2008 | 10.500    |
| 2009 | 11.190    |
| 2010 | 11.825    |
| 2011 | 12.250    |
| 2012 | 12.475    |

| 2013 | 13.080 |
| 2014 | 13.795 |
| 2015 | 14.535 |
| 2016 | 15.410 |
| 2017 | 16.750 |
| 2018 | 18.475 |
| 2019 | 19.270 |
| 2020 | 20.055 |
| 2021 | 20.865 |
| 2022 | 22.295 |
| 2023 | 23.585 |
| 2024 | 24.825 |

### Belege
- Waalsprong In: Huis van de Nijmeegse geschiedenis (niederländisch)
- Nijmegen Noord In: Nijmegen City (niederländisch)
- StatLine In: opendata.cbs.nl. Centraal Bureau voor de Statistiek (niederländisch)

### Einzelbelege
1. 1 2 3 4 5  Kerncijfers wijken en buurten 2024. In: StatLine. CBS, 16. August 2024, abgerufen am 11. Oktober 2024.
2. ↑  Stadsbrug De Oversteek feestelijk geopend. In: Nijmegen Nieuws. 23. November 2013, abgerufen am 14. Mai 2018 (niederländisch).
3. ↑  Nijmegen Lent In: treinstationinfo.nl, abgerufen am 14. Mai 2018 (niederländisch)